# 屋根草
屋根草（学名：Crepis tectorum）为菊科还阳参属下的一个种。

## 扩展阅读
- 維基物種上的相關：屋根草